# Ne t'enfuis pas
〈Ne t'enfuis pas〉는 잉글랜드의 싱어송라이터 케이트 부시의 노래이다. 1982년 〈There Goes a Tenner〉의 B사이드로 처음 공개되었고, 이듬해 7월 EMI 레코드를 통해 프랑스와 캐나다에서 싱글로 발매됐다.

## 배경 및 음악
톰 도일은 노래를 두고 "신스팝이 샹송을 만났다"라고 표현했다. 부시는 1982년 10월 16일 엘섬에 위치한 자신의 집에서 델 파머 및 폴 하디먼과 함께 하루만에 노래를 녹음했다.
부시는 이전부터 외국어로 노래한다는 아이디어를 생각하고 있었다. 또한 B사이드에 외국어로 부른 노래를 싣는 것이 완벽하다고 생각했다. 당시 부시가 어떠한 작품을 만들 정도로 충분히 아는 외국어는 프랑스어밖에 없었기에 프랑스어로 노래를 만들었으나, 그럼에도 가사가 완벽하지 않았던 탓에 《Lionheart》를 녹음하였던 프랑스의 슈퍼 베어 스튜디오에서 함께 일했던 패트릭 주네이와 큰오빠 존 카더 부시의 아내인 비비엔 챈들러가 가사를 쓰는데 도움을 주었다.
〈Ne t'enfuis pas〉는 페어라이트 CMI를 통해 작곡했다. 부시는 "플루트 소리를 가져와서 샘플링했다. 나의 오빠가 실제로 음을 연주하고 악기로 샘플링했다"라고 언급했다.
프랑스반 〈Ne t'enfuis pas〉의 B사이드에는 부시의 세 번째 정규 음반 《Never for Ever》에 수록된 〈The Infant Kiss〉의 프랑스어 버전 〈Un baiser d'enfant〉이 수록돼 있다. 일렉트로닉스 & 뮤직 메이커의 폴 위퍼는 이러한 부시의 시도가 "피터 가브리엘이 독일어로 하고, ABBA가 스페인어로 하는 것"이라고 설명하며, 만약 이렇게 다른 언어로 음악을 낸다면 유럽 시장에서 판매량의 이득을 볼 것이라고 언급했다. 캐나다반에는 〈Un Baiser d'enfant〉 대신 〈The Dreaming〉의 기악곡이자 B사이드였던 〈Dreamtime〉이 대신 실렸으며, 이후 같은해 〈Un baiser d'enfant〉이 A사이드인 싱글이 추가로 발매됐다.

## 발매
1982년 11월, 영국과 아일랜드에서 《The Dreaming》의 두 번째 싱글로 발매된 〈There Goes a Tenner〉의 B사이드로 처음 공개됐다. 싱글 발매 당시 음반에는 〈Ne t'enfuis pas〉 대신 띄어쓰기가 잘못된 〈Ne t'en fui pas〉로 표기된 채 발행됐다. 〈Theres Goes A Tenner〉는 영국 싱글 차트에서 상위 75위에도 진입하지 못한 부시의 첫 번째 노래가 됐다. 이후 1983년 7월 캐나다와 프랑스에서 싱글로 발매됐다. 당시 수입 음반사였던 코니퍼 레코드는 〈Ne t'enfuis pas〉를 수입해 같은 해 8월부터 판매할 계획이었으나 EMI가 법적 조치를 예고하면서 흐지부지됐다.
한편 미국과 캐나다에서 부시를 알리기 위해 만들어진 샘플러 음반 《Kate Bush》에서 프랑스어를 사용하는 캐나다에만 추가되어 발매됐다. 1984년에는 《The Single File》 박스 세트에 싱글이 포함됐다. 이후 1990년 《This Woman's Work: Anthology 1978–1990》와 2019년 부시의 디스코그래피 리마스터링 프로젝트의 일환인 컴필레이션 음반 《The Other Sides》에 수록됐다. 또한 2019년 11월, 12인치 바이닐 싱글로 제작됐으며, 영국 피지컬 싱글 및 바이닐 싱글 차트에서 1위를 차지했다.

## 평가
일렉트로닉스 & 뮤직 메이커의 폴 위퍼는 부시의 속삭이는 듯한 목소리가 세르주 갱스부르와 제인 버킨의 〈Je t'aime... moi non plus〉를 연상시킨다고 언급했다. 하이-파이 뉴스 & 레코드 리뷰의 데니스 아전트는 〈Ne t'enfuis pas〉를 두고 "팝의 받아들일 수 있는 얼굴을 대표한다"라고 평가했다. 클래식 팝의 이언 웨이드는 가장 뛰어난 부시의 노래 40곡을 선정하면서 〈Ne t'enfuis pas〉를 37위에 올려놓았다.

## 트랙 리스트
프랑스 1983년 싱글
1. Ne t'enfuis pas (Remix) – 2:30
2. Un baiser d'enfant – 2:57

캐나다 1983년 싱글
1. Ne t'enfuis pas – 2:33
2. Dreamtime – 5:32

## 참여진
크레딧은 〈Ne t'enfuis pas〉의 라이너 노트에서 발췌했다.
- 케이트 부시 – 보컬, 페어라이트, 프로듀싱
- 비비엔 챈들러, 패트릭 주네이 – 가사 번역
- 델 파머 – 프렛리스 베이스, 린 프로그래밍
- 폴 하디먼 – 엔지니어링
- 데이브 테일러 – 보조 엔지니어링
- 제러미 알롬 – 보조 엔지니어링
- 카인드라이트[b] – 표지

## 주해
1. ↑  비비엔 챈들러와 패트릭 주네이가 프랑스어로 번역하였다.
2. ↑  카인드라이트는 존 카더 부시의 스튜디오의 이름이다.[14]

### 참고 자료
서적
- 톰슨, 그레이엄 (2014년). 《Under the Ivy: The Life & Music of Kate Bush》. 런던: 옴니버스 프레스. ISBN 978-1-78305-747-4.
- 주비, 케리 (1988년). 《Kate Bush: The Whole Story》. 런던: 시즈윅 & 잭슨. ISBN 0-283-99721-4.

잡지
- 길버트, 팻, 편집. (2023년 12월). “Kate Bush Essentials”. 《모조 콜렉터스 시리즈》 (바우어 미디어). ISSN 2514-4626.
- 위퍼, 폴 (1983년 9월). “Record Reviews” (PDF). 《일렉트로닉스 & 뮤직 메이커》. 40쪽. 2024년 5월 19일에 원본 문서 (PDF)에서 보존된 문서  – worldradiohistory.com 경유.
- “The New Single” (PDF). 《뮤직 & 비디오 위크》. 1983년 8월 13일. 4쪽. ISSN 0261-0817. 2024년 7월 5일에 원본 문서 (PDF)에서 보존된 문서  – worldradiohistory.com 경유.
- 아전트, 데이비드 (1983년 8월). “Popular”. 《하이-파이 뉴스 & 레코드 리뷰》. 127쪽.
- 부시, 케이트 (1983년). “It's been along time since our last issue and I must apologise for the long absence but due to lack of activities there has really been very little to tell you about”. 《케이트 부시 클럽》. 13호. 3, 5쪽.
- “Sampling Synths”. 《일렉트로닉 사운드메이커 & 컴퓨터 뮤직》. 1983년 10월. 32–37쪽. 2023년 12월 5일에 원본 문서에서 보존된 문서. 2024년 8월 8일에 확인함 – mu:zines 경유.

싱글
- 《Ne t'enfuis pas》 (싱글). 케이트 부시. EMI. 1983년. 165152 7.
- 《Ne t'enfuis pas》 (싱글). 케이트 부시. EMI 아메리카. 1983년. 72917.
- 《Un baiser d'enfant》 (싱글). 케이트 부시. EMI 아메리카. 1983년. 72931.

기타
- 웨이드, 이언 (2024년 3월 26일). “Top 40 Kate Bush Songs”. 클래식 팝. 2024년 5월 25일에 원본 문서에서 보존된 문서.
- “Ne T'en Fui Pas”. 오피셜 차트 컴퍼니. 2019년. 2024년 7월 27일에 원본 문서에서 보존된 문서. 2024년 8월 8일에 확인함.